# La Caseta de Bertrans (Biosca)
La Caseta de Bertrans és una masia del municipi de Biosca (Solsonès) que forma part de l'Inventari del Patrimoni Arquitectònic de Catalunya.

## Situació
Pertany al veïnat dispers de Lloberola, al nord del terme municipal, a les costes del marge dret de la riera de Lloberola, al sud de la masia de Bertrans, propietària de la Caseta. S'hi accedeix des de la carretera asfaltada de Lloberola a Sant Climenç. A 2,8 km de Lloberola, enfront mateix de la masia del Venque un trencall senyalitzat direcció a Sanaüja hi mena.

## Descripció
És un edifici de quatre façanes i dues plantes. A la façana sud a la planta baixa i a l'esquerra, hi ha una entrada amb llinda de pedra (on hi ha la data de 1810) i porta de fusta, a la seva dreta hi ha una petita obertura. A la planta següent, hi ha dues finestres.

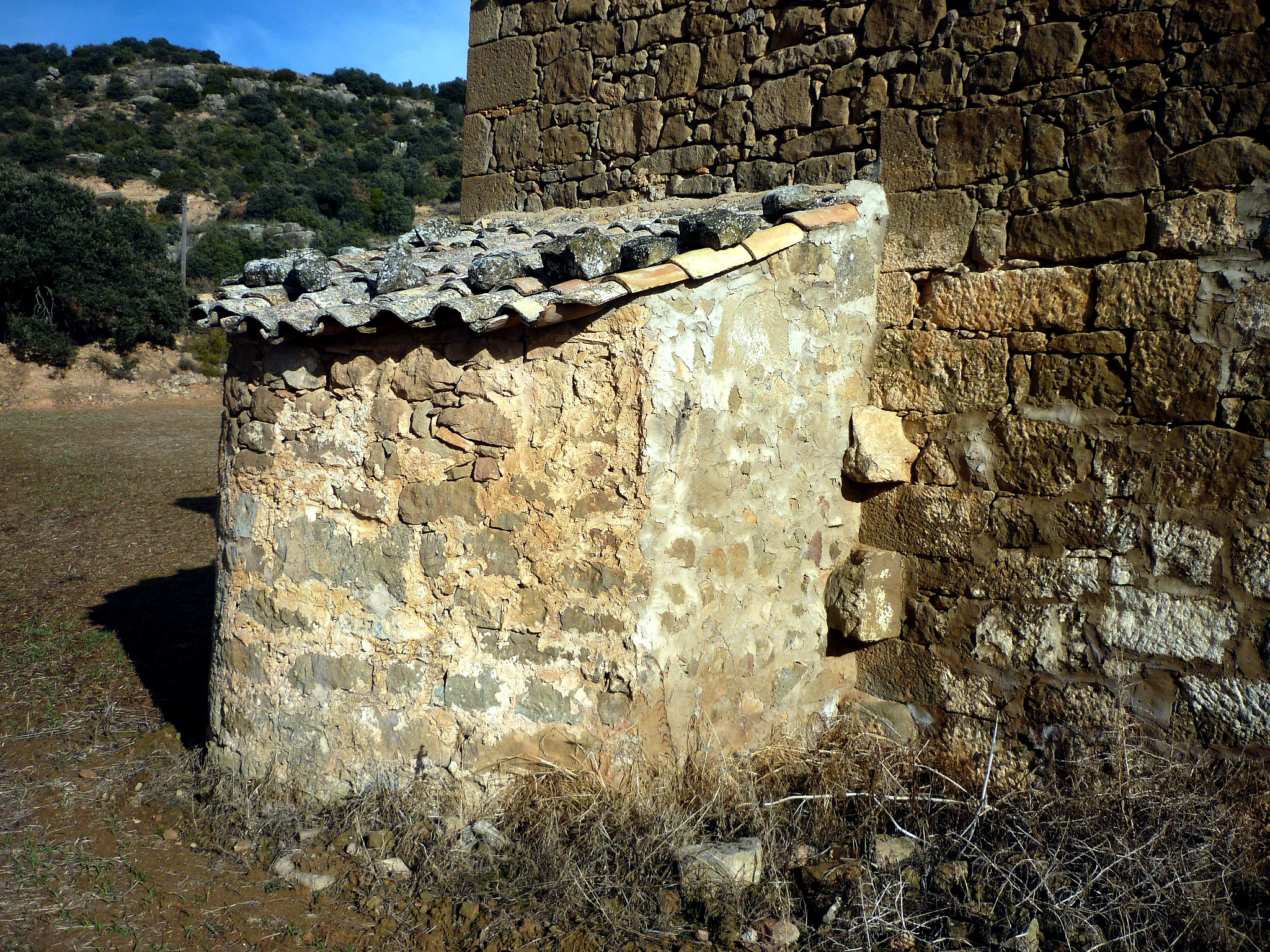
Exterior del forn de pa

A la façana oest, no hi ha cap obertura, però a la part esquerra, hi ha una estructura semicircular, que podria ser un forn. A la nord, hi ha una finestra a la planta baixa, i dues a la planta superior. A la façana est, a la planta baixa a la part dreta, hi ha una entrada. La coberta és de dos vessants (est-oest), acabada amb teules.
Davant de la façana est, hi ha un edifici d'una sola planta i quatre façanes. A la façana oest, té tres entrades amb porta de fusta. A la llinda de la porta de la dreta hi posa 1902, i a la de l'esquerra hi posa 1800. A la resta de façanes no hi ha obertures. La coberta és d'un sol vessant (est), acabada amb teules. Era un edifici destinat al bestiar.
Davant de la façana sud de la casa, hi ha un altre edifici, té quatre façanes i una planta. A la façana nord, hi ha una entrada, a la part esquerra, coberta per una estructura sortint de l'edifici. A la dreta fora d'aquesta coberta hi ha una altra entrada. A la façana sud, hi ha una gran obertura. La coberta és d'un vessant, tant la de l'edifici (sud), com la de l'estructura que cobreix l'entrada (Nord), totes dues acabades amb teules.